# Rassismus ohne Rassen
Der Begriff Rassismus ohne Rassen gehört zu einem von den Sozialwissenschaftlern Étienne Balibar (1988) und Stuart Hall (1989) geprägten Theorieansatz der Rassismusforschung. Er geht dabei von der Existenz eines Rassismus aus, bei dem der Begriff der Rasse nicht verwendet werde. Er ist heute ein weitverbreiteter Topos in der Rassismusforschung. Anstelle des Begriffs Rassismus ohne Rassen werden teilweise auch die Begriffe Kulturalismus sowie kultureller Rassismus und Neo-Rassismus verwendet.

## Rassismus ohne Rassen nach Stuart Hall
Stuart Hall sieht im Alltagsbewusstsein vieler Menschen einen „Rassismus ohne Rassen“, der sich als soziale Ausschließungspraxen manifestiere, aber keine ausgeprägte Rassentheorie zur Grundlage habe. Danach läge Rassismus vor, wenn eine ausgrenzende Mehrheitsgruppe die Macht besäße, eine Minderheit als nicht „normal“ oder „anders“ zu definieren und sie in ihren Lebensbedingungen zu benachteiligen.

„Wenn dieses Klassifikationssystem dazu dient, soziale, politische und ökonomische Praxen zu begründen, die bestimmte Gruppen vom Zugang zu materiellen oder symbolischen Ressourcen ausschließen, dann handelt es sich um rassistische Praxen.“

Nach Hall ermögliche es der Rassismus ohne Rassen „Identität zu produzieren und Identifikationen abzusichern. Er sei Bestandteil der Erzielung von Konsens und der Konsolidierung einer sozialen Gruppe in Opposition zu einer anderen, ihr untergeordneten Gruppe. Allgemein wird dies von Hall als Konstruktion ‚des Anderen‘ beschrieben.“

## Rassismus ohne Rassen nach Étienne Balibar
Der Rassismus ohne Rassen geht nach Balibar einher mit der „Naturalisierung des Kulturellen, des Sozialen oder der Geschichte, wodurch diese sozusagen stillgestellt und jeglichem Versuch einer Veränderung entzogen sei“ (Siegfried Jäger)

„Ideologisch gehört der gegenwärtige Rassismus in den Zusammenhang eines ‚Rassismus ohne Rassen‘, […] eines Rassismus, der – jedenfalls auf den ersten Blick – nicht mehr die Überlegenheit bestimmter Gruppen oder Völker über andere postuliert, sondern sich darauf beschränkt, die Schädlichkeit jeder Grenzverwischung und die Unvereinbarkeit der Lebensweise und Traditionen zu behaupten.“

Balibar bezieht sich auch auf das seiner Auffassung nach ähnlich gelagerte Phänomen des „Antisemitismus ohne Juden“. Dieser Begriff beschreibt die Theorie, dass auch in Gegenden ohne jüdische Bevölkerung Antisemitismus mitunter fortbestehen oder sogar noch ausgeprägter sein könne als in Regionen mit einer jüdischen Gemeinde.

## Kultureller Rassismus
Gedankengebäude, die Kultur nicht als „historisch bedingt“ und nicht als veränderbar betrachten und in denen Vorstellungen von Kultur „in einem solchen Maße verdinglicht und essentialisiert werden“, dass Kultur „zum funktionalen Äquivalent des Rassenbegriffs wird“, werden als kultureller Rassismus bezeichnet.

„John Solomos und Les Back vertreten die Auffassung, daß Rasse heute ‚als Kultur kodiert‘ wird und daß das zentrale Merkmal dieser Prozesse darin besteht, daß die Eigenschaften von sozialen Gruppen fixiert, naturalisiert und in einen pseudobiologisch definierten Kulturalismus eingebettet werden.“

Hall sieht eine Ablösung des genetischen durch einen „kulturellen Rassismus“. Statt von Rasse würden in neu-rechten Ideologien Ethnizität und Kultur als Ersatzbegriffe verwandt und statt von „genetischem Mangel“ sei von einem „Kulturdefizit“ die Rede. Dabei würden „bestimmte Lebensgewohnheiten, Sitten und Gebräuche einer bestimmten Menschengruppe verabsolutiert und naturalisiert […], sozusagen als die einzig normale Form zu leben angesehen […], und andere, davon abweichende Lebensformen […] negativ (oder auch positiv) bewertet […], ohne daß dies unbedingt genetisch oder biologisch begründet wird […] Auch dies dient der genannten Ausschließung anderer Menschen, der Abgrenzung und der Legitimation, die Anderen zu bekämpfen“ (Siegfried Jäger).
In Deutschland ist nach dem Nationalsozialismus das Wort Rasse auf Menschen bezogen diskreditiert. Dies führe nach Theodor Adorno häufig zur Vermeidung des Begriffes Rasse und der Ersetzung des Begriffes, um rassistische Theorien und Inhalte zu kaschieren. Als Klassifizierungsschema der Biologie für Pflanzen und Tiere ist es weiterhin allgemein üblich.

„Das vornehme Wort Kultur tritt anstelle des verpönten Ausdrucks Rasse, bleibt aber ein bloßes Deckbild für den brutalen Herrschaftsanspruch.“

Dass die Vorstellung von biologischen Rassen wissenschaftlich widerlegt ist, hindere nach Ansicht der Psychologin Sabine Grimm Rassisten nicht daran, Menschen aus nationalistischen und rassistischen Motiven anzugreifen: 

„Der aufklärerische Hinweis darauf, daß die Wissenschaft die Vorstellung von biologischen Rassen widerlegt hat, hat noch keinen Rassisten davon abgehalten, genau zu wissen, wen er angreift. Denn für die Individuen, die als ‚Rasse‘ identifiziert werden und sich zum Teil selbst identifizieren, ist es ziemlich egal, ob die Biologie oder der Diskurs, Natur oder Kultur als Erklärungen dafür herangezogen werden, daß sie ausgegrenzt, stigmatisiert oder verbrannt werden.“

Benjamin Bauer führt die Renaissance des Rassismus unter dem Begriff der Kultur auf die Entstehung des wissenschaftlichen Antirassismus in der Kulturanthropologie des frühen zwanzigsten Jahrhunderts zurück. Mit den Forschungen der Gruppe um Franz Boas gelang es den Anthropologen zwar, den wissenschaftlichen Rassismus zu widerlegen. Auf den Forschungsergebnissen der 'Boasians' fußte die Ablehnung des Rassismus durch die Vereinten Nationen nach dem Zweiten Weltkrieg. Gleichzeitig übernahmen sie mit der Vorstellung in sich geschlossener, eigenen Entwicklungsgesetzen unterlegener Kulturen wesentliche Grundannahmen der Rassenanthropologie.
Nach Auffassung von Verena Stolcke sind Debatten um Migration ein Ausdruck „kulturellen Fundamentalismus“. In dessen ausschließender Rhetorik, so Halleh Ghorashi, gehe es nicht mehr um einen Schutz der Rasse, sondern um eine „historisch verwurzelte, homogene Nationalkultur“. Dieser „Rassismus ohne Rassen“ betone mit seiner Definition von „Nation“ und „Kultur“ die Unvereinbarkeit verschiedener Kulturen und die Notwendigkeit, die angestammte Kultur und Identität „vor kultureller Invasion zu bewahren“, und führe damit zu einer neuen „Exklusion im Namen der Kultur“ (Halleh Ghorashi).
In der Forschung zum „Neorassismus“ wird synonym zum Begriff des „kulturellen Rassismus“ auch der Begriff „Kulturalismus“ verwendet (vgl. Magiros). Der Kulturalismus als „kultureller Rassismus“ bezeichnet Konzepte, die mittels ihres Kulturbegriffes völkische Lehren weiter verfolgen. Neorassisten vertreten demnach keinen Kulturalismus im philosophischen Sinne, sondern gerade entgegengesetzt einen Biologismus, den sie auch auf die Kultur übertragen. Der Kulturbegriff der Neorassisten ist kein kulturalistischer, sondern ein naturalistischer. Die Rhetorik ändert sich zwar, aber das biologistische Denken bleibt. Das Wort „Rasse“ werde hier durch „Kultur“, „Ethnie“, „Volk“, „Nation“ oder andere Begriffe ersetzt. Der Begriff „Rasse“ werde in dieser Form von Rassismus aufgegeben, „ohne dass in ihm die Abwertung und Ausgrenzung des ‚Anderen‘ an Schärfe“ verloren gehe.
Als Merkmale kulturalistischer Konzepte werden folgende Eigenschaften beschrieben:
- Ethnische Formulierung: Kultur wäre alleine mit der (ethnischen, völkischen) Herkunft verbunden.
- Homogenität: Alle Mitglieder einer ethnischen Gruppe sollten die gleiche Kultur haben.
- Reduzierbarkeit: Die wesentlichen Eigenschaften einzelner Menschen wären auf die kulturellen Eigenschaften einer Gruppe beschränkt.
- Starrheit: Kulturen seien nicht oder nur über lange Zeiträume (im Rahmen von Generationen) veränderbar.

Solchen Konzepten zufolge wird „Kultur“ als eine unüberwindliche Schranke betrachtet, die politisch nicht zu überwinden sei. Entsprechende naturalisierende und biologisierende Argumentationen kämen sowohl im Rechtsextremismus als auch in verkürzten ethnopluralistischen Ansätzen der Neuen Rechten in der Gestalt von „Kulturalisierungen der Differenz“ (Müller) vor. Der emanzipatorische „Kultur“-Begriff des Multikulturalismus werde hier in seiner politischen Bedeutung umgedreht (bei Taguieff als „Retorsion“ bezeichnet). Dieser „kulturalistische“ (eigentlich naturalistische) „Kultur“-Begriff sei mit emanzipatorischen Vorstellungen der prinzipiellen Veränderbarkeit von Gesellschaften nicht vereinbar, die davon ausgingen, dass Menschen sich ständig mit ihrer Umgebung auseinandersetzen, so dass sie nicht passive Kulturträger sind, sondern sich aktiv Kultur aneignen und die Kulturen ihrer Umwelt auch verändern.
Gazi Çağlar geht so weit, objektiv sehr verschiedenartige Kreislaufmodelle als „kulturzyklische“ zu bündeln und in die Kulturalismus-Debatte einzubeziehen. Dazu zählt er insbesondere Samuel P. Huntingtons clash of civilizations. Zyklische Kreislauftheorien interpretieren nach ihm die Geschichte von Gesellschaften als „Summe der Geschichte einzelner Kulturen bzw. Zivilisationen“. Der kulturalistische Rassismus verwende Bruchstücke aus den Zyklentheorien zumal von Oswald Spengler und Arnold J. Toynbee. Auf diesen Zyklentheorien baue – nach Gazi Çağlar – auch das Zivilisationsparadigma auf, wie es von Samuel P. Huntington in Kampf der Kulturen ausgeführt wird:

„Es basiert auf Annahmen zyklischer Geschichtstheoriebildung, den grundlegenden Bildern des Eurozentrismus und des kulturalistischen Rassismus über das Eigene und das Fremde, und der politischen Ambitionierung mit den geopolitischen, geomilitärischen, geowirtschaftlichen Interessen gegenwärtiger Zentren der Weltpolitik und -ökonomie mit Vorzugsstellung des europäischen und US-amerikanischen.“

Gazi Çağlar sieht in Huntingtons Kampf der Kulturen eine „Rassentheorie ohne Rassen“ aus unserer Zeit. In diesem Buch spricht Huntington von sieben oder acht Kulturen, deren Grenzen allerdings nicht entlang der Linien verlaufen, die „Rassentheoretiker des 19. Jahrhunderts“ für ihre Konstruktionen genutzt haben.
Huntington lehnt einen Zusammenhang zwischen Kulturkreis und Rasse allerdings ausdrücklich ab:

„Es gibt eine signifikante Entsprechung zwischen der an kulturellen Merkmalen orientierten Einteilung der Menschen in Kulturkreise und ihrer an physischen Merkmalen orientierten Einteilung in Rassen. Freilich sind Kulturkreis und Rasse nicht identisch. Angehörige einer Rasse können durch ihre Zugehörigkeit zu unterschiedlichen Kulturkreisen tief gespalten sein; Angehörige verschiedener Rassen können durch einen Kulturkreis geeint sein. […] Die wesentlichen Unterschiede zwischen Menschengruppen betreffen ihre Werte, Überzeugungen, Institutionen und Gesellschaftsstrukturen, nicht ihre Körpergröße, Kopfform und Hautfarbe.“

Hakan Gürses schreibt zum Rassenbegriff, dass mit der Ablehnung eines Begriffs nicht seine sprachliche Funktion und ebenso wenig die ihn hervorbringende rationale/sprachliche Ordnung getilgt werden könne. In vielen seiner Gebrauchsweisen ersetze der Kulturbegriff den Rassebegriff. Demgegenüber betont Gürses, dass der politische Einsatz des Kulturbegriffs in kolonialistischen oder (neo)rassistischen Kontexten diesen nicht von vornherein obsolet machen müsse, denn derselbe Begriff werde auch für emanzipatorische oder antirassistische Zwecke eingespannt. Die Kultur stelle heute im Rahmen kulturwissenschaftlicher und philosophischer Debatten einen Begriff dar, der gleichzeitig und auf gleicher Ebene sowohl als Determinante wie auch als Determiniertes eingesetzt werde.
Gürses beklagt umso mehr die Instrumentalisierung des Kulturbegriffes durch (neo)rassistische oder (neo)kolonialistische Theorien. Zur unrühmlichen Rolle des Kulturbegriffs im Kolonialismus komme sein durchaus verherrlichender Gebrauch in politisch aktuellen Debatten. Der Rassismus handele Kultur als eine „Quasi-Rasse“ ab. Kulturelle Differenz diene als Paradigma bei der Formulierung jeder Differenz, und jede Differenz werde allmählich auf die Kultur zurückgeführt oder als eine in letzter Instanz kulturelle entschlüsselt. Die Artikulation jeder (kulturellen) Differenz bringe eine (kulturelle) Identität hervor. Der neo-rassistische Slogan „Recht auf Differenz“, begleitet vom Zwang zur ethnisch-kulturellen Identität, finde in diesem Kulturbegriff einen guten Nährboden. Wer heute über kulturelle Identität rede, für den Kulturerhalt plädiere, ohne auf die problematischen Funktionen des Kulturbegriffs zu verweisen, mache sich verdächtig.
Den Antirassismus erklärt Gürses angesichts der neuen Erscheinungsformen des Rassismus für gescheitert. Der traditionelle Rassismus werde durch einen „differentialistischen Neo-Rassismus“ abgelöst, kulturelle Differenzen würden verabsolutiert. Vermischung verursache, so der rassistische Diskurs, einen Ethnozid bzw. Ethnosuizid, der von Antirassisten an der eigenen Kultur begangen werde. Taguieff, der den Begriff des „differentialistischen Rassismus“ geprägt hat, spricht vom rassistischen Antisemitismus des Nationalsozialismus als bereits kulturalistischem Rassismus.

## Neorassismus
Unter dem Stichwort „New Racism“ löst der britische Kulturwissenschaftler Martin Barker Rassismus weitgehend von der Verknüpfung mit biologischen Rassenkonstruktionen und wendet ihn als komplexen Diskriminierungszusammenhang auch auf ähnliche Einteilungen und Bewertungen aufgrund von Klasse, Geschlecht, Nation, Kultur und Religion an. Wesentlich für diese Ideologie ist nicht die angebliche intellektuelle oder moralische Überlegenheit von Menschen europäischer Abstammung, sondern die Behauptung, dass die kulturellen Unterschiede miteinander unvereinbar seien. Integration oder Inklusion von Immigranten aus anderen kulturellen Zusammenhängen wird als nicht möglich angesehen, vielmehr halten Neorassisten Parallelgesellschaften und einen „Kampf der Kulturen“ im Sinne Huntingtons für unausweichlich und glauben, ihre traditionelle kulturelle Identität darin verteidigen zu müssen.

## Kritik an Begriff und Theorie
Kritiker bezeichnen Balibars Konzept des Rassismus ohne Rassen als „Inflation des Rassismus“ (Christoph Türcke). Der Gefahr der Verschleierung des Rassismus stehe dann die Gefahr entgegen, den negativ besetzten Rassismusbegriff zur Tabuisierung und intellektuellen Abwertung von sachlich unverwandten Themenstellungen zu missbrauchen. Dies wiederum verzerre den intellektuellen Diskurs.
Ulrich Bielefeld plädiert für einen vorsichtigeren und präziseren Umgang mit dem Begriff des Rassismus, der immer in einem spezifischen historischen Kontext auftrete. Weite man den Begriff zu sehr aus, stehe er nicht mehr für die Fälle zur Verfügung, in denen er gleichzeitig als analytischer Begriff tatsächlich benötigt werde.
Arata Takeda beobachtet in der jüngeren Ausweitung des Rassismusbegriffs eine „Metaphorisierung des Rassismus“, wodurch die anprangernde Wirkung in erster Linie rhetorisch erzielt werde. So seien Ausdrücke wie Rassismus ohne Rassen oder kultureller Rassismus genau genommen Oxymora, wie umgekehrt der Ausdruck biologischer Rassismus ein Pleonasmus sei. Für analytische Zwecke schlägt Takeda vor, Rassismus und Kulturalismus terminologisch auseinanderzuhalten, zumal Kulturalismus im eigentlichen Sinn auch gut gemeinte Praktiken umfassen könne, denen Rassismus zu attestieren weder sachgemäß noch sinnvoll sei.
Der Soziologe Wulf D. Hund sieht die kulturelle Dimension des Rassismus als zentralen Bestandteil rassistischer Ausgrenzungsmechanismen:

„Die Verbindung rassistischer Diskriminierung mit der Kategorie Rasse umfasst zwar eine sehr wirkungsmächtige, aber vergleichsweise kurze Phase der Geschichte des Rassismus. Die überwiegende Zeit seiner Umsetzung wurde er mit Hilfe kultureller Konzepte begründet und vermittelt. Das ist auch heute wieder der Fall. Nach der Diskreditierung des Rassenbegriffs bedient sich die rassistische Rhetorik verstärkt kultureller Argumente. Obwohl das von der Rassismusforschung analysiert und theoretisiert wird, betrachten viele Beiträge dies als neues Phänomen und erstrecken ihre Recherche nicht auf kulturalistische Formen des Rassismus, die vor der Entwicklung des Rassenbegriffs oder außerhalb seiner Reichweite existierten.“

Allerdings kann daraus auch gefolgert werden, dass kulturelle (z. B. religiöse) Ausgrenzungsmechanismen länger existieren und dauerhafter sind als biologisch-rassistische, die für den frühen Kolonialismus und das Zeitalter des Imperialismus besonders kennzeichnend sind. Nach Hund entwickelte sich die Vorstellung von einer besonderen, durch Klima und Boden determinierten Befähigung der weißen Rasse (ebenso wie der Rassenbegriff selbst) in Deutschland erst in der zweiten Hälfte des 18. Jahrhunderts. Besonders prägend waren die Werke des Anatomen Johann Friedrich Blumenbach und des Philosophen Immanuel Kant.

## Rassismus ohne Rassen in den Konzepten der Neuen Rechten
Gemäß Ines Aftenberger ist ein sich als „Rassismus ohne Rassen“ präsentierender „Neorassismus“ ein „zentrales Ideologem“ der Neuen Rechten. Die rassistische Konzeption dahinter heißt Ethnopluralismus, die davon ausgeht, „dass es nebeneinander existierende kulturelle und genetisch unterschiedliche Gemeinschaften gäbe“. In dieser Konzeption wird über „Kultur“ geredet, jedoch „Rasse“ gemeint und verstanden.
Nach Auffassung des „Ethnopluralismus“ sind Völker und Volksgemeinschaften nur dann fähig, Konflikte zu lösen, wenn sie sich auf die eigenen kulturellen und geographischen Eigenheiten konzentrieren. Die Ideologie geht davon aus, „dass die einzelnen Volksgemeinschaften jeweils einheitliche Kulturen bilden, die man gegen fremde Einflüsse verteidigen müsse“.

## Begriffsdebatte in der Rassismusforschung
Auch in der Rassismusforschung ist der Begriff „Rasse“ aus etymologischen Gründen umstritten. Forscher wie Philip Cohnen erläutern, dass es keinen Zusammenhang zwischen Rasse und Rassismus geben müsse:

„Rasse ist das Objekt des rassistischen Diskurses, außerhalb dessen sie keine Bedeutung besitzt; sie ist ein ideologisches Konstrukt und keine empirische Gesellschaftskategorie.“

Ausgehend von der Annahme, dass der Begriff zwar verschwinden kann, aber sein Sinngehalt weiterhin existent bleibe, ergaben sich dagegen für Forscher wie etwa Robert Miles Ansätze, Rassismus in seiner ideologischen Form zu untersuchen. Dabei verwendet Miles eine begrifflich strengere Definition als Hall, bei der nur eine „Ideologie von der Ungleichheit von Rassen“ als „Rassismus“ bezeichnet wird. Vorgänge, in denen bei formaler Gleichbehandlung aller Personen die Folgeerscheinungen einer früheren diskriminierenden Politik fortgeschrieben werden, zählt Miles nicht automatisch zum „Rassismus“.